# اچ‌ام‌اس برهم (۰۴)
اچ‌ام‌اس برهم (۰۴) (به انگلیسی: HMS Barham (04)) یک نبردناو کلاس کویین الیزابت نیروی دریایی سلطنتی بریتانیا بود که در سال ۱۹۱۴ ساخته شد. اچ‌ام‌اس برهم در جنگ‌های جهانی اول و دوم حضور یافت و در مناطق مختلف از جمله اقیانوس اطلس، مدیترانه و دریای شمال در نقش‌های مختلفی شامل حضور در خط مقدم، گشت زنی و تمرین نظامی مشارکت کرد گاهی نیز نقش ناو سرفرماندهی را ایفا نمود. این نبردناو در ماه مارس سال ۱۹۴۱ با تهاجم هواگردهای آلمانی در جریان نبرد کرت صدمه دید و در نوامبر همان سال با مرگ ۸۴۲ سرنشین در سواحل مصر توسط زیردریایی یو-۳۳۱ آلمانی غرق گردید.

## طراحی و ساخت

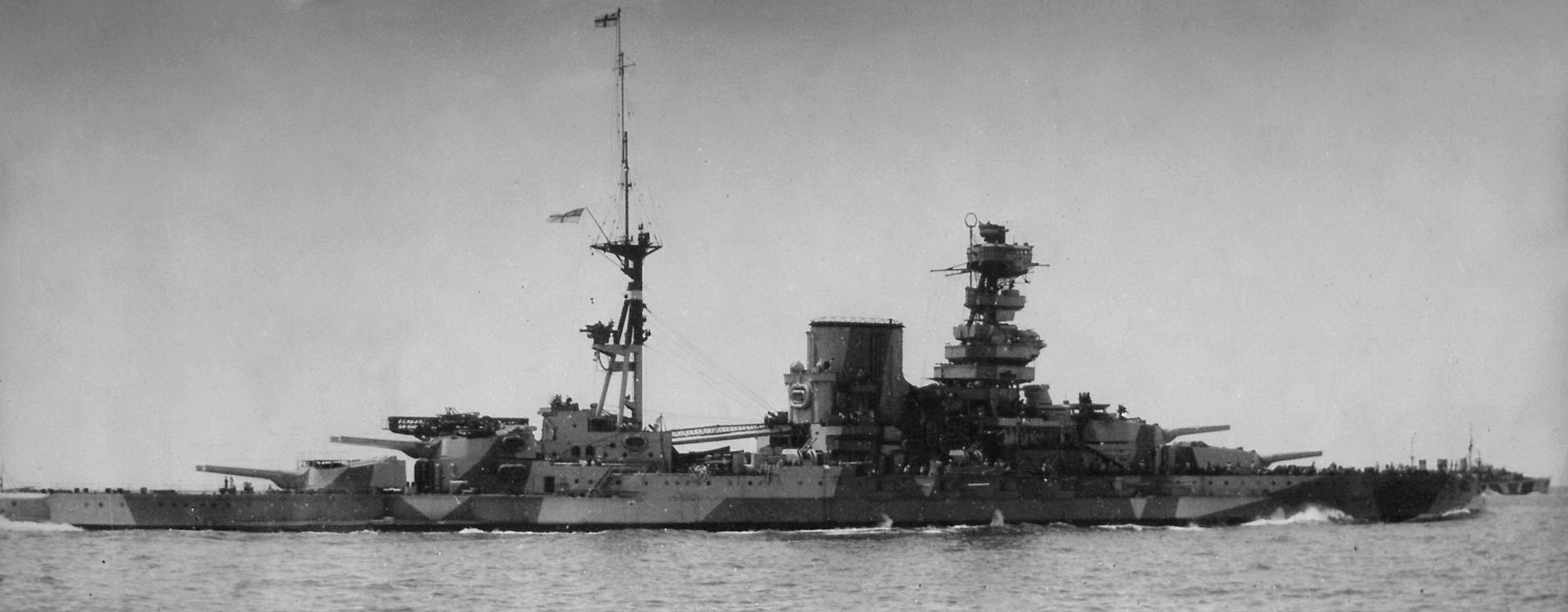
نبردناو اچ‌ام‌اس برهم (۰۴)

ناوهای کلاس کویین الیزابت با سرعت بالا با تشکیل ناوگروه برای استفاده در ناوگان‌هایی طراحی شده بودند که وظیفه مقابله با ناوهای پیشرو قوای دشمن برای آن‌ها پیشبینی گردیده بود. بدین منظور لازم بود این نبردناوها با حداکثر ظرفیت تهاجمی چندین گره دریایی سرعت بیشتری از سایر نبردناوها داشته باشند تا بتوانند هر گونه ناو دیگری را شکست دهند.
برهم دارای طول کلی ۱۹۶٫۲ متر، عرض ۲۷٫۶ متر و آبخور ۱۰٫۱ متر بود. وزن این نبردناو در حالت عادی ۳۳۱۱۰ تن و در حالت بارگیری کامل ۳۳۸۰۰ تن برآورد می‌شد. نیرومحرکه مورد نیاز این ناو توسط دو موتور بخار براون-کورتیس هر یک با دو شفت و ۲۴ دیگ بخار تأمین می‌گردید. هر یک از این توربین‌ها ۷۵ هزار اسب بخار نیرو تولید می‌کردند و انتظار می‌رفت سرعت ناو را حداکثر تا ۲۵ گره دریایی (۴۶٫۳ کیلومتر بر ساعت) افزایش دهند. در جریان کارآزمایی دریایی مختصری که در ششم ژوئیه ۱۹۱۶ انجام پذیرفت، برهم توانست تنها تا حداکثر سرعت ۲۳٫۹۱ گره دریایی (۴۴٫۲۸ کیلومتر بر ساعت) دست بیابد. این نبردناو در سرعت سیر ۱۲ گره دریایی حداکثر برد ۵۰۰۰ مایل دریایی (۹۲۶۰ کیلومتر) را می‌توانست محقق کند. در سال ۱۹۱۶ مجموعاً ۱۰۱۶ خدمه در عرشه این کشتی حضور می‌یافتند.
نبردناوهای کلاس کویین الیزابت با هشت توپ ۱۵ اینچی (۳۸۱ میلی‌متر) ته‌پر در قالب چهار برجک دو توپه به صورت خطی مسلح شده بودند. یک جفت از این توپ‌ها در جلوی ناو و دو جفت دیگر در قسمت پشتی ناو قرار گرفته بودند. دوازده توپ از چهارده توپ ته‌پر کوچک‌تر ۶ اینچی (۱۵۲ میلی‌متری) دیگر در پناهگاه‌هایی در داخل بدنه و در طول ناو تعبیه گردیده بودند. دو جفت دیگر نیز با مجهز به سپر در بخش سینه‌گاه و نزدیک دودکش جلویی ناو نصب شده بودند. ادوات ضدهوایی نبردناو شامل دو توپ ۳ اینچی (۷۶ میلی‌متری) با نواخت تیر بالا می‌شد. همچنین چهار اژدرانداز ۲۱ اینچی (۳۸۱ میلی‌متری) به صورت جفت زیر سطح آب در دو طرف کشتی وجود داشت.
برهم با دو سیستم کنترل آتش به همراه یک فاصله‌یاب ۴٫۶ متری ساخته شد. یکی از این دو سیستم با زره حفاظتی بر فراز برج هدایت و دیگری درون موضع دیدبانی قرار گرفته بودند. هر یک از برجک‌ها نیز دارای یک فاصله‌یاب ۴٫۶ متری بودند. امکان کنترل تسلیحات اصلی توسط برجک دوم وجود داشت.
کمربند زرهی نبردناوهای کلاس کویین الیزابت از نوع زره تقویت شده کروپ ضخامتی بالغ بر ۱۳ اینچ (۳۳۰ میلی‌متر) داشت و از بخش‌های حیاتی درون ناو محافظت می‌کرد. هر برجک نیز دارای زره ۱۱ تا ۱۳ اینچی بود و درون پایه مراقبی با ضخامت ۷ تا ۱۰ اینچ قرار گرفته بود. این ناو دارای چندین عرشه زره دار با ضخامت ۱ تا ۳ اینچ بود. برج هدایت اصلی با زره ۱۳ اینچی پوشانده شده بود. پس از نبرد یوتلاند یک لایه فولاد کربنی یک اینچی بر روی عرشه دارای انبار مهمات کشیده شد و تجهیزات ضد انفجار دیگری نیز به این بخش اضافه گشت.
سقف دو برجک میانی این ناو در سال ۱۹۱۸ با دو جایگاه پرواز برای جنگنده‌ها یا هواگردهای شناسایی مجهز شد. در جریان بهسازی‌های دهه ۱۹۳۰ میلادی این دو جایگاه حذف و با یک منجنیق (پرتاپ‌گر) هواگرد بر روی برجک ما قبل انتهایی جایگزین گردید و یک جرثقیل نیز برای برداشتن هواگردهای آب‌نشین (در ابتدا فیری ۳، بعداً سوردفیش) اضافه شد.

### تغییرات عمده
برهم در دهه ۱۹۲۰ میلادی بهسازی‌های اندکی دریافت کرد. بین سال‌های ۱۹۲۱ و ۱۹۲۲ فاصله‌یاب‌های کوچک دو برجک آن با دو فاصله‌یاب بزرگ‌تر ۹٫۱ متری جایگزین گشت. دو سال بعد تسلیحات ۳ اینچی ضدهوایی این نبردناو جای خود را به توپ‌های ارتقا یافته ۴ اینچی داد و در سال ۱۹۲۵ دو جفت دیگر از همین توپ‌های ۴ اینچی به آن اضافه شد. برای کنترل این توپ‌ها موقتاً جایگاهی بر فراز برج کنترل اژدرها قرار گرفت. اوایل سال ۱۹۲۸ هنگامی که فاصله‌یاب اژدر در این نقطه نصب شد، این دستگاه در موضع دیدبانی تغییر مدل یافته منتقل گردید.
این ناو جنگی بین سال‌های ۱۹۳۱ تا ۱۹۳۴ تغییرات اساسی به خود دید. قسمت پشت کشتی مجدداً ساخته شد. برج کنترل اژدر، فاصله‌یاب آن و اژدرهای قسمت پشت ناو حذف گردیدند. دهانه دودکش جلو برای کاهش دود در حوالی موضع دیدبانی به بدنه دوکش عقب متصل شد. یک سیستم کنترل آتش ضدهوایی دیگر بر فراز موضع دیدبانی اضافه گشت. به جهت تحمل وزن اضافه شده به موضع دیدبانی، دکل اصلی به شکل سه‌پایه دوباره طراحی شد.